# Anna Szydłowska
Anna Szydłowska-Żurawska – polska urzędniczka państwowa i prawniczka, w 2005 członkini Krajowej Rady Radiofonii i Telewizji.

## Życiorys
Ukończyła studia na Wydziale Prawa i Administracji Uniwersytetu Warszawskiego, pracowała w Biurze Prezydialnym PAN, Urzędzie Miasta Stołecznego Warszawy, Kancelarii Sejmu. Odbyła staż w Kongresie USA.
Od 1994 pracowała w administracji Krajowej Rady Radiofonii i Telewizji, pełniła m.in. funkcje dyrektora gabinetu przewodniczącego Krajowej Rady Radiofonii i Telewizji oraz dyrektora Departamentu Prezydialnego Krajowej Rady.
W styczniu 2005 została powołana przez Prezydenta RP Aleksandra Kwaśniewskiego na członka Rady, zajęła miejsce Włodzimierza Czarzastego. Jej kadencja w Radzie upłynęła w maju 2005, a w sierpniu tegoż roku zastąpił ją Stanisław Jędrzejewski. Postanowieniem Prezydenta RP z 3 października 2013 roku została powołana w skład Wspólnej Komisji Orzekającej w sprawach o naruszenie dyscypliny finansów publicznych (Postanowienie Nr 1131-20-2013). W późniejszym okresie dyrektorka Departamentu Prezydialnego KRRiT. 

## Odznaczenia
Odznaczona Srebrnym Krzyżem Zasługi (2004), Medalem Srebrnym „Za wieloletnią służbę” (2013) oraz odznaką honorową „Zasłużony dla Kultury Polskiej” (2013).